# Ahmed Hegazi
 (août 2017).

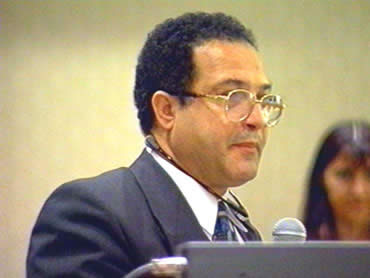
Ahmed Hegazi.

Ahmed Hegazi (arabe : احمد جعفر حجازى), né le 31 mai 1948 à Mansourah en Égypte, est un scientifique égyptien et professeur de microbiologie et immunologie du Centre national de la recherche scientifique, Président de la Société environnementale pour les utilisations et la production des produits de l'abeille, secrétaire de la Société égyptienne d'apithérapie.
Lauréat du Prix national de la science pour les sciences de la vie en 1990.
Il est diplômé de l'université du Caire (Égypte), Bachelor ès sciences en 1973. En 1979, il a obtenu une maîtrise. Il a obtenu son doctorat de l'université du Caire en 1981.
En 1977, il est nommé à un poste en tant qu'assistant pour le Centre national de la recherche scientifique, où il continue de travailler aujourd'hui.
En 1985, il est promu au rang de professeur associé, et depuis 1990, professeur titulaire.
Entre 1997-2000 a dirigé la chaire parasitologie vétérinaire.